# Ian Grum
Ian Grum (Atlanta, 23 de junio de 2001) es un deportista estadounidense que compite en natación, especialista en el estilo espalda. En los Juegos Panamericanos de 2023 obtuvo una medalla de plata en la prueba de 200 m espalda.

## Palmarés internacional
| Juegos Panamericanos | Juegos Panamericanos | Juegos Panamericanos | Juegos Panamericanos |
| Año                  | Lugar                | Medalla              | Prueba               |
| -------------------- | -------------------- | -------------------- | -------------------- |
| 2023                 | Santiago (Chile)     | Medalla de plata     | 200 m espalda        |